# 459 av. J.-C.
Cette page concerne l'année 459 av. J.-C. du calendrier julien proleptique.

## Événements

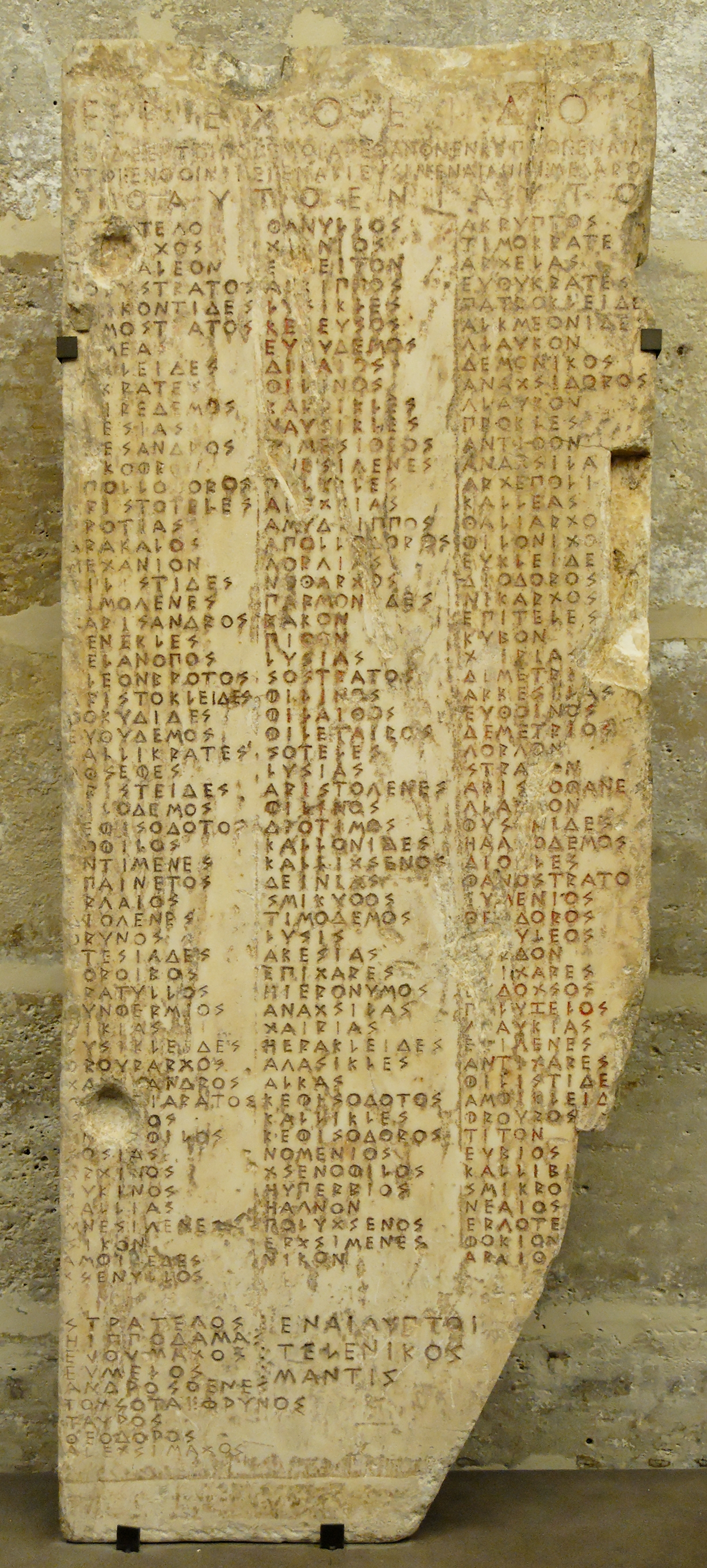
Monument aux morts de la tribu Érechthéis. Marbre du Pentélique, v. 460–459 av. J.-C., trouvé à Athènes en 1674. Inscription: «De la tribu Érechthéis, sont morts à la guerre à Chypre, en Phénicie, à Haliéis, à Égine, à Mégare, la même année.» Suit une liste de 170 morts dont deux stratèges et un devin.

- Printemps : début de la guerre d’Athènes et de Mégare contre Corinthe et Epidaure[1]. Mégare appelle Athènes à l'aide contre Corinthe[2]. Après un échec à Halieis, au sud de l’Argolide, Athènes est victorieuse dans un combat naval à Kekryphaleia dans le golfe Saronique[3].

- Été (date probable) : expédition d'une flotte athénienne commandée par Charitimides contre les Perses à Chypre et en Égypte[4]. Athènes envoie 200 navires et une armée pour soutenir la révolte d'Inaros, qui a soulevé l’Égypte contre les Perses. Memphis est prise dans un premier temps. La tentative finit par échouer (454 av. J.-C.)[5].

- 28 octobre : début à Rome du consulat de Q. Fabius Vibulanus (pour la troisième fois) et L. Cornelius Maluginensis Uritus (Cossus)[6].

- Capitulation des Messéniens retranchés sur le mont Ithôme ; un nombre important quitte le Péloponnèse pour la Sicile ou le golfe de Corinthe[7].
- En Sicile, l’hégémon des Sikèles ou Sicules, Doukétios, fonde la cité de Menainon (Menaenum) en distribuant la terre entre les citoyens, et s’empare de la cité sicèle de Morgantina (459-458 av. J.-C.)[8].
- Les Èques s'emparent de Tusculum[6].